# Atomosia yurabia
Atomosia yurabia är en tvåvingeart som beskrevs av Scarbrough och Perez-gelabert 2006. Atomosia yurabia ingår i släktet Atomosia och familjen rovflugor. Inga underarter finns listade i Catalogue of Life.